# Alfred Chester Beatty
Sir Alfred Chester Beatty (1875 - 19 de gener de 1968) Seana 1985: fou un magnat de la mineria, sovint se l'anomenava "Rei del coure". D'origen Americà, l'any 1933 es va nacionalitzar al Regne Unit, i posteriorment fou nomenat ciutadà d'honor d'Irlanda el 1957. Famós col·leccionista d'art oriental i de llibres, va llegar els Chester Beatty Papyri al Museu Britànic i a la Chester Beatty Library de Dublín, Irlanda.
Alfred Chester Beatty va néixer a Nova York el 1875, es va graduar a la Universitat de Colúmbia com enginyer de mines. Va fer la seva fortuna gràcies a les empreses mineres Cripple Creek de Colorado, entre altres a tot el món. Era sovint anomenat el "Rei del Coure".
A la dècada de 1940, va iniciar un recull notable i impressionant d'art oriental i llibres. Fou també propietari de 19 papirs de l'antic Egipte que donar al Museu Britànic, incloent els famosos papirs bíblics de Chester Beatty. Va mudar les seves col·leccions a Dublín, Irlanda, el 1950. Cap a l'any 2000 la Biblioteca Chester Beatty, que alberga la col·lecció, es va traslladar al Castell de Dublín de Shrewsbury.
El 1954, a Beatty, se li va concedir la nacionalitat irlandesa i el 1957 ciutadà d'honor d'Irlanda, i a la seva mort el 1968, se li va atorgar un funeral d'Estat - un dels pocs ciutadans privats en la història d'Irlanda en rebre aquest honor. Està enterrat al cementiri de Glasnevin.